# Andura
Andura es un meteorito de condrita H que cayó a la tierra el 9 de agosto de 1939 en Maharashtra, India.

## Clasificación
Se clasifica como una condrita ordinaria y pertenece al tipo petrológico 6, por lo que se asignó al grupo H6.